# Суданівка
Судані́вка — село в Україні, в Новопокровській селищній територіальній громаді Дніпровського району Дніпропетровської області., розташоване безіменній правій притоці річки Тритузна, на відстані 50 км. від районного та обласного центру. За переписом 2001 р. село налічує 242 людини, але за останніми  підрахункамив селі налічується 181 людина.  У селі діє магазин.

## Походження назви
За переказами, перші переселенці активно вирощували Суданську траву. Звідси й назва Суданівка – місце, де росте суданка.

## Географія
Село Суданівка знаходиться за 1,5 км від лівого берега річки Тритузна, вище за течією примикає село Багате. По селу протікає висихний струмок з загатою.

## Історична довідка.
З 1926 року землі Суданівки почали заселяти переселенці з Царичанського, Петриківського та деяких сіл Солонянського районів. Першими поселенцями були Лисенко Степан, Бабенко Прокіп, Дубров Мефодій, Бабич Сила, Білоцерківський Мусій, Самойленко Федот, Сало Петро, Білоконь Кирило, Деркач Григорій, Кревега Левко. Першим ділом вони збудували церкву, єдину на окрузі, проте в 1936 році з неї зробили клуб. Але це не завадило суданівчанам збиратись по хатках і читати разом Біблію.
В 1929 році в Суданівці було створено два колгоспи: "Серп і Молот" - Голова Мальченко Іван і "Заповіт Леніна" - голова Сало Петро. Розпочалося будівництво тваринницьких ферм, конюшень та початкової школи.
В 1936 році в селі відкрилася семирічна школа, магазин і клуб.
В 1938 році колгоспи об'єдналися, нове господарство назвали "Заповіт Леніна". Перший голова об'єднаного колгоспу був Дрешпак Павло. Після війни колгосп очолив Бабенко Іван Прокопович до 1952 р. Згодом колгоспи округу укрупнили в один в селі Мопрівське (з 2016 р. - Багате) та назвали колгосп ім. леніна. Тоді ж, у 1952 році на загальних зборах, що проводилися в селі Товариський Труд на фермі, було обрано головою колгоспу Цаберябого Олексія Миколайовича.
В серпні 1941 р. село було окупованим військами гітлерівської Німеччини. До листопада 1943 р. село було під окупацією і входило до створеного Рейхскомісаріату Україна. Впродовж двох років німці впроваджували «новий порядок»: вивозили молодь на роботи до Німеччини, винищували євреїв.
Після Другої світової війни школа була відновлена. Директором аж до закриття у 1967 р. був Несвітський Василь Федорович. Це була перша неповна середня школа на окрузі і там навчались діти з 4 сіл округу. Хто жив поближче, той ходив пішки, хто далі - їздили велосипедами. Після закриття діти перейшли навчатись у Мопрівську СЗ школу. Також до 1960-х функціонував фельшердсько-окушертський пункт з пологовим відділенням. 

## Історичні пам’ятки
На території Суданівщини розташовано 4 курганні групи виявлені у 1982 Л. М. Чуриловою, згодом повторно обстежені у  2011 р. С. М, Ніколаєвим. Кургани заввишки від 3 до 6 м.,  діаметром від 20 до 60 м. Найбільший курган(висота 6 м., радіус 30 м.) розташований у курганній групі «Могила Буловецька» та віддалений на 2,2 км на південний захід від центра села (лісосмуга у сторону с. Товариський Труд).

## Населення

### Мова
Розподіл населення за рідною мовою за даними перепису 2001 року:
| Мова                | Відсоток |
| ------------------- | -------- |
| українська          | 93,4 %   |
| російська           | 6,2 %    |
| інші/не визначилися | 0,4 %    |

1. ↑  Солонянський район: [окупаційний період в Солонян. р-ні, довідки про населенні пункти в період нім.-фашист. окупації] // Окупаційний режим на Дніпропетровщині в хронологічних довідках місцевих органів влади: збірник документів.– Дніпропетровськ: Герда, 2010.
2. ↑  Кочергін І.О. Історичний нарис // Пам’ятки історії та культури Солонянського району (За матеріалами «Зводу пам’яток історії та культури України) / Упорядкування: Л.М. Голубчик, О.С. Колесник, Т.А. Царенко. – Дніпропетровськ: Журфонд, 2019.
3. ↑  Рідні мови в об'єднаних територіальних громадах України. socialdata.org.ua (укр.). Процитовано 15 листопада 2024.